# Печера Трьох
Печера Трьох (рос. Пещера Трех) — печера в Башкортостані, Росія. Печера комплексного (горизонтально-вертикального) типу простягання. Загальна протяжність — 265 м. Глибина печери становить 27 м. Категорія складності проходження ходів печери — 1. Печера відноситься до Верхньобельського підрайону Бельсько-Нугуського району Південної області Західноуральської спелеологічної провінції.